# Замосковная половина Московского уезда
Замоско́вная полови́на — восточная часть Московского уезда по административно-территориальному делению XVII века (не путать с Замосковным краем). Вторая половина — Зарецкая.

## Структура
Замосковная половина (край) состояла из следующих административно-территориальных единиц, станов, волостей, дворцовых земель и сёл:
- Бохов стан
- Братовщино и Олешня села (дворцовые)
- Белый Раст, Озерецкое села (дворцовые)
- Васильцов стан
- Воздвиженское село (дворцовое)
- Вора и Корзенев стан
- Вохна волость
- Гвоздна волость (дворцовая)
- Гжель волость
- Горетов стан
- Гуслица волость
- Гуслицкий стан
- Доблинский стан
- Загарье волость (дворцовая)
- Каменский стан
- Коломенское село (дворцовое)
- Капотенский стан
- Кошелев стан
- Кунья волость
- Манатьин, Быков и Коровин стан
- Обарнич стан
- Островецкий стан
- Объезжий стан
- Пехорский стан
- Почернев стан
- Радонеж стан
- Радонеж и Бели стан
- Раменейце Замосковное стан
- Раменница волость (дворцовая)
- Рогожский стан
- Селинская волость
- Сельна волость
- Сурожик (Сурожский) стан
- Таракманов стан
- Тайнинское село
- Хотеичи село
- Черноголовль волость (дворцовая)
- Шеренский стан